# Mounir El Hamdaoui
Mounir El Hamdaoui (Rotterdam, 14 luglio 1984) è un dirigente sportivo, procuratore sportivo ed ex calciatore marocchino con cittadinanza olandese, di ruolo attaccante, responsabile delle giovanili dell'AZ Alkmaar.
È soprannominato Il mago di Kralingen.

## Biografia
È nato nei Paesi Bassi da genitori originari della città di Al-Hoseyma in Marocco.

## Caratteristiche tecniche
La sua posizione preferita è quella di seconda punta, ma può giocare anche come centravanti. Fa della dinamicità e della grande tecnica le sue caratteristiche principali.

## Carriera

### Club

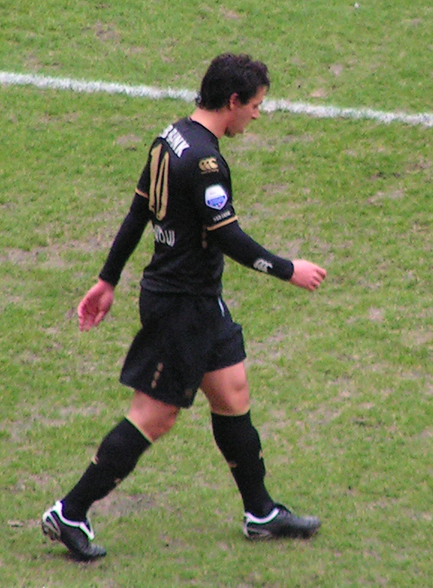
El Hamdaoui con l'AZ.

#### Inizi
Inizia la sua carriera nell'Excelsior Rotterdam mettendo a segno 32 gol in 74 presenze durante 4 stagioni.
Nel 2005 passa al Tottenham Hotspur, scendendo in campo solo in occasione di competizioni amichevoli e mai per match ufficiali. A settembre dello stesso anno passa in prestito al Derby County, dove una serie di infortuni lo costringono a fare la spola tra Derby e Londra. Con la maglia del Derby County totalizza 3 gol in 9 presenze.
Nel giugno del 2006 fa ritorno nel suo paese natìo, accasandosi al Willem II. La sua stagione comincia con 3 reti in 6 partite, finché l'ennesimo lungo infortunio lo blocca. La stagione seguente, a campionato in corso, passa all'AZ Alkmaar con cui scende in campo 23 volte segnando 7 gol. Nella stagione 2008-2009 gioca con continuità, vantando 21 realizzazioni in 28 partite, tra cui una tripletta contro il Willem II, vinta dall'AZ per 5-2. Con tre giornate di anticipo l'AZ vince poi il suo secondo titolo olandese.

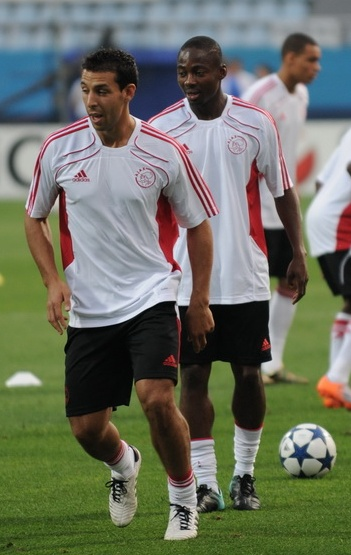
El Hamdaoui ed Eyong Enoh in allenamento con l'Ajax.

#### L'approdo all'Ajax
Nel luglio 2010 passa all'Ajax, dove eredita la maglia numero 9 dei lancieri. Disputa una stagione in cui tocca i 100 gol in carriera. Nel 2011 con il nuovo allenatore Frank de Boer ha all'inizio alcuni dissidi ma poi torna titolare a partire da aprile. Il 1º maggio è nuovamente messo fuori squadra prima della partita con l'Heerenveen.
Il 15 maggio i lancieri vincono senza di lui l'Eredivisie nello scontro diretto vinto per 3-1 contro il Twente.

#### Il passaggio alla Fiorentina
Il 31 gennaio 2012, dopo che la Fiorentina aveva trovato l'accordo con il giocatore e dopo che l'attaccante aveva effettuato le visite mediche, il trasferimento salta perché l'Ajax chiede, a garanzia del pagamento, una fideiussione bancaria, quando ormai mancavano pochi minuti alla fine della sessione di gennaio di calciomercato. Il calciatore viene comunque acquistato a titolo definitivo dalla società viola l'11 luglio dello stesso anno per 850.000 euro, firmando un contratto triennale con opzione per il quarto. Esordisce in Serie A il 25 agosto in Fiorentina-Udinese 2-1, subentrando al 66' al posto di Adem Ljajić. Segna il suo primo gol in maglia viola l'11 novembre nella gara di campionato Milan-Fiorentina 1-3. Segna il suo secondo gol il 25 novembre nella gara di campionato pareggiata 2-2 col Torino. Segna il suo terzo goal l'8 dicembre nella gara di serie A Roma-Fiorentina.

#### Prestito al Málaga ed il ritorno a Firenze
Il 29 agosto 2013 il Málaga annuncia di aver acquistato il giocatore in prestito con diritto di riscatto dalla Fiorentina, fissato a 2,5 milioni di euro.
Segna una tripletta con la sua nuova maglia nella partita giocata contro il Rayo Vallecano il 15 settembre 2013, ma a fine stagione non viene riscattato dalla società spagnola.
Nell'estate del 2014 torna a Firenze, ma non sembra rientrare nei piani della società e viene messo tra i possibili partenti per il mercato di gennaio. Tuttavia, dopo l'infortunio di Babacar e complici le molteplici assenze, a sorpresa il giocatore marocchino è stato convocato per la gara del 14 dicembre a Cesena dove, dopo aver sostituito Borja Valero al minuto 84, segna il gol del definitivo 1-4 per i viola.
Il ragazzo entrerà in campo anche nelle 2 partite successive contro Empoli e Parma senza però incidere nell'andamento delle gare.

#### Ritorno all'AZ
Il 20 ottobre 2015 torna a vestire la maglia dell'AZ Alkmaar dopo 5 anni, dopo essersi allento con esso il mese prima. Torna in campo da titolare il 1º novembre in AZ-NEC 2-4 giocando 60 minuti. A gennaio 2016, ha lasciato di nuovo il club.

#### Carriera successiva
Nel gennaio 2016, El Hamdaoui ha firmato con il club del Qatar Umm Salal. Sarà reduce di grandi annate, segnando 7 reti in 9 presenze, ed il suo ultimo gol sarà in una gara combattutissima contro l'Al Kharaitiyat SC. Sette mesi dopo è passato all'Al-Taawoun FC, numero quattro della Saudi Professional League nella stagione precedente.
Dopo che El Hamdaoui è rimasto svincolato nel maggio 2017, si è allenato all'AZ per mantenersi in forma. Si è allenato anche con lo Jong FC Twente nel gennaio 2018. Il 17 gennaio 2018 ha ufficialmente firmato per il Twente dopo aver giocato un'amichevole 3 giorni prima. Tuttavia, il suo club è stato retrocesso in Eerste Divisie. Nel settembre 2018, El Hamdaoui ha firmato un contratto con l'Excelsior valido fino alla fine della stagione 2018-2019. Anche con questo club, El Hamdaoui retrocederà.
Nell'agosto 2019, El Hamdaoui ha continuato la sua carriera con Al-Kharaitiyat, militante nel secondo livello del Qatar. Nell'ottobre 2020, è entrato a far parte del DHSC Utrecht, gareggiando nella Hoofdklasse di quinto livello olandese, dopo che Wesley Sneijder, che era nello staff del club, gli aveva chiesto di unirsi a lui. Ha esordito con il club il 13 ottobre in un pareggio per 5–5 nella KNVB District Cup contro il VV Jonathan dello Zeist, segnando anche un gol al 49'. Il DHSC ha successivamente perso ai calci di rigore. Prima della partita, le divisioni amatoriali erano state sospese a causa della pandemia di COVID-19, rendendo la partita la sua prima e ultima apparizione per il club per un po'. Il 2 ottobre 2021, ha segnato il suo primo gol nella Hoofdklasse nella sconfitta per 3-1 contro l'ARC.
El Hamdaoui ha lasciato il DHSC nel giugno 2022 e inizialmente è entrato a far parte dello SteDoCo, prima di annullare il proprio contratto nell'agosto seguente per intraprendere la carriera di procuratore sportivo per i giovani calciatori dell'AZ Alkmaar.

### Nazionale
Fino alla selezione Under-21 ha giocato con la Nazionale dell'Olanda, poi possedendo anche il passaporto marocchino ha scelto di giocare per la Nazionale Marocchina.

## Statistiche

### Presenze e reti nei club
Statistiche aggiornate al 5 marzo 2017
| Stagione          | Squadra           | Campionato        | Campionato | Campionato | Coppe nazionali | Coppe nazionali | Coppe nazionali | Coppe continentali | Coppe continentali | Coppe continentali | Altre coppe | Altre coppe | Altre coppe | Totale | Totale |
| Stagione          | Squadra           | Comp              | Pres       | Reti       | Comp            | Pres            | Reti            | Comp               | Pres               | Reti               | Comp        | Pres        | Reti        | Pres   | Reti   |
| ----------------- | ----------------- | ----------------- | ---------- | ---------- | --------------- | --------------- | --------------- | ------------------ | ------------------ | ------------------ | ----------- | ----------- | ----------- | ------ | ------ |
| 2001-2002         | Excelsior         | ED                | 6          | 2          | CO              | 3               | 1               | -                  | -                  | -                  |             | -           | -           | 9      | 3      |
| 2002-2003         | Excelsior         | E                 | 21         | 2          | CO              | 6               | 4               | -                  | -                  | -                  |             | -           | -           | 27     | 6      |
| 2003-2004         | Excelsior         | ED                | 33         | 17         | CO              | 5               | 4               | -                  | -                  | -                  |             | -           | -           | 38     | 21     |
| 2004-gen. 2005    | Excelsior         | ED                | 14         | 11         | CO              | 2               | 2               | -                  | -                  | -                  |             | -           | -           | 16     | 13     |
| Totale Excelsior  | Totale Excelsior  | Totale Excelsior  | 74         | 32         |                 | 16              | 12              |                    |                    |                    |             |             |             | 90     | 44     |
| gen.-giu. 2005    | Tottenham         | PL                | 0          | 0          | FACup+CdL       | 0+0             | 0+0             | -                  | -                  | -                  | -           | -           | -           | 0      | 0      |
| ago.-set. 2005    | Tottenham         | PL                | 0          | 0          | FACup+CdL       | -+-             | -+-             | -                  | -                  | -                  | -           | -           | -           | 0      | 0      |
| Totale Tottenham  | Totale Tottenham  | Totale Tottenham  | 0          | 0          |                 | 0               | 0               |                    |                    |                    |             |             |             | 0      | 0      |
| set. 2005-2006    | Derby County      | FLC               | 9          | 3          | FACup+CdL       | 0+0             | 0+0             |                    | -                  | -                  |             | -           | -           | 9      | 3      |
| 2006-2007         | Willem II         | E                 | 5          | 3          | CO              | 4               | 4               | -                  | -                  | -                  | -           | -           | -           | 9      | 7      |
| lug.-ago. 2007    | Willem II         | E                 | 2          | 0          | CO              | -               | -               | -                  | -                  | -                  |             | -           | -           | 2      | 0      |
| Totale Willem II  | Totale Willem II  | Totale Willem II  | 7          | 3          |                 | 4               | 4               |                    |                    |                    |             |             |             | 11     | 7      |
| ago. 2007-2008    | AZ Alkmaar        | E                 | 23         | 7          | CO              | 0               | 0               | CU                 | 3                  | 0                  |             | -           | -           | 26     | 7      |
| 2008-2009         | AZ Alkmaar        | E                 | 31         | 23         | CO              | 3               | 1               | -                  | -                  | -                  |             | -           | -           | 34     | 24     |
| 2009-2010         | AZ Alkmaar        | E                 | 27         | 20         | CO              | 2               | 1               | UCL                | 4                  | 1                  | SO          | 1           | 1           | 34     | 23     |
| 2010-2011         | Ajax              | E                 | 26         | 13         | CO              | 2               | 3               | UCL+UEL            | 8+2                | 2+1                |             | -           | -           | 38     | 19     |
| 2011-2012         | Ajax              | E                 | 0          | 0          | CO              | 0               | 0               | UCL+UEL            | -                  | -                  | SO          | 0           | 0           | 0      | 0      |
| Totale Ajax       | Totale Ajax       | Totale Ajax       | 26         | 13         |                 | 2               | 3               |                    | 10                 | 3                  |             |             |             | 38     | 19     |
| 2012- 2013        | Fiorentina        | A                 | 19         | 3          | CI              | 1               | 0               | -                  | -                  | -                  |             | -           | -           | 20     | 3      |
| 2013- 2014        | Málaga            | PD                | 13         | 3          | CR              | -               | -               | -                  | -                  | -                  |             | -           | -           | 13     | 3      |
| 2014-2015         | Fiorentina        | A                 | 3          | 1          | CI              | 0               | 0               | UEL                | -                  | -                  | -           | -           | -           | 3      | 1      |
| Totale Fiorentina | Totale Fiorentina | Totale Fiorentina | 22         | 4          |                 | 1               | 0               |                    | -                  | -                  |             | -           | -           | 23     | 4      |
| 2015-gen. 2016    | AZ Alkmaar        | E                 | 7          | 1          | CO              | 0               | 0               | UEL                | 0                  | 0                  |             | -           | -           | 7      | 1      |
| Totale AZ Alkmaar | Totale AZ Alkmaar | Totale AZ Alkmaar | 88         | 51         |                 | 5               | 2               |                    | 7                  | 1                  |             | 1           | 1           | 101    | 55     |
| gen.-giu. 2016    | Umm-Salal         | QSL               | 9          | 7          | QCPC+EQC        | -               | -               | -                  | -                  | -                  | -           | -           | -           | 9      | 7      |
| 2016-gen. 2017    | Al-Taawoun        | SPL               | 12         | 5          | CPC             | 1               | 0               | ACL                | 0                  | 0                  | -           | -           | -           | 13     | 5      |
| Totale carriera   | Totale carriera   | Totale carriera   | 250        | 122        |                 | 28              | 21              |                    | 17                 | 4                  |             | 1           | 1           | 297    | 148    |

### Cronologia presenze e reti in nazionale
| Cronologia completa delle presenze e delle reti in nazionale ― Marocco | Cronologia completa delle presenze e delle reti in nazionale ― Marocco | Cronologia completa delle presenze e delle reti in nazionale ― Marocco | Cronologia completa delle presenze e delle reti in nazionale ― Marocco | Cronologia completa delle presenze e delle reti in nazionale ― Marocco | Cronologia completa delle presenze e delle reti in nazionale ― Marocco | Cronologia completa delle presenze e delle reti in nazionale ― Marocco | Cronologia completa delle presenze e delle reti in nazionale ― Marocco |
| Data                                                                   | Città                                                                  | In casa                                                                | Risultato                                                              | Ospiti                                                                 | Competizione                                                           | Reti                                                                   | Note                                                                   |
| ---------------------------------------------------------------------- | ---------------------------------------------------------------------- | ---------------------------------------------------------------------- | ---------------------------------------------------------------------- | ---------------------------------------------------------------------- | ---------------------------------------------------------------------- | ---------------------------------------------------------------------- | ---------------------------------------------------------------------- |
| 11-2-2009                                                              | Casablanca                                                             | Marocco                                                                | 0 – 0                                                                  | Rep. Ceca                                                              | Amichevole                                                             | -                                                                      |                                                                        |
| 28-3-2009                                                              | Casablanca                                                             | Marocco                                                                | 1 – 2                                                                  | Gabon                                                                  | Qual. Mondiali 2010                                                    | 1                                                                      |                                                                        |
| 7-6-2009                                                               | Yaoundé                                                                | Camerun                                                                | 0 – 0                                                                  | Marocco                                                                | Qual. Mondiali 2010                                                    | -                                                                      |                                                                        |
| 20-6-2009                                                              | Rabat                                                                  | Marocco                                                                | 0 – 0                                                                  | Togo                                                                   | Qual. Mondiali 2010                                                    | -                                                                      | 62’                                                                    |
| 10-10-2009                                                             | Libreville                                                             | Gabon                                                                  | 3 – 1                                                                  | Marocco                                                                | Qual. Mondiali 2010                                                    | -                                                                      | 46’                                                                    |
| 4-9-2010                                                               | Rabat                                                                  | Marocco                                                                | 0 – 0                                                                  | Rep. Centrafricana                                                     | Qual. Coppa d'Africa 2012                                              | -                                                                      | 65’                                                                    |
| 9-10-2010                                                              | Dar es Salaam                                                          | Tanzania                                                               | 0 – 1                                                                  | Marocco                                                                | Qual. Coppa d'Africa 2012                                              | 1                                                                      | 79’                                                                    |
| 10-8-2011                                                              | Dakar                                                                  | Senegal                                                                | 0 – 2                                                                  | Marocco                                                                | Amichevole                                                             | -                                                                      | 46’                                                                    |
| 4-9-2011                                                               | Bangui                                                                 | Rep. Centrafricana                                                     | 0 – 0                                                                  | Marocco                                                                | Qual. Coppa d'Africa 2012                                              | -                                                                      | 80’                                                                    |
| 15-8-2012                                                              | Rabat                                                                  | Marocco                                                                | 1 – 2                                                                  | Guinea                                                                 | Amichevole                                                             | -                                                                      | 46’                                                                    |
| 9-9-2012                                                               | Maputo                                                                 | Mozambico                                                              | 2 – 0                                                                  | Marocco                                                                | Qual. Coppa d'Africa 2013                                              | -                                                                      | 56’                                                                    |
| 12-1-2013                                                              | Johannesburg                                                           | Namibia                                                                | 1 – 2                                                                  | Marocco                                                                | Amichevole                                                             | 1                                                                      | 71’                                                                    |
| 19-1-2013                                                              | Johannesburg                                                           | Marocco                                                                | 0 – 0                                                                  | Angola                                                                 | Coppa d'Africa 2013 - 1º turno                                         | -                                                                      | 71’                                                                    |
| 23-1-2013                                                              | Durban                                                                 | Marocco                                                                | 1 – 1                                                                  | Capo Verde                                                             | Coppa d'Africa 2013 - 1º turno                                         | -                                                                      |                                                                        |
| 27-1-2013                                                              | Durban                                                                 | Sudafrica                                                              | 2 – 2                                                                  | Marocco                                                                | Coppa d'Africa 2013 - 1º turno                                         | -                                                                      | 75’                                                                    |
| Totale                                                                 |                                                                        | Presenze                                                               | 15                                                                     |                                                                        | Reti                                                                   | 3                                                                      |                                                                        |

## Palmarès

### Club
- Campionato olandese: 2

AZ Alkmaar: 2008-2009
Ajax: 2010-2011
- Supercoppa dei Paesi Bassi: 1

AZ Alkmaar: 2009

### Individuale
- Capocannoniere dell'Eredivisie: 1

2008-2009
- Calciatore olandese dell'anno: 1

2009